# Orjoli terület
Az Orjoli terület (oroszul Орловская область [Orlovszkaja oblaszty]) az Oroszországi Föderációt alkotó jogalanyok egyike (szubjektum), önálló közigazgatási egység. Az európai országrész délnyugati részén fekszik.  Közigazgatási központja Orjol, lakossága 842 400 fő (2005), a népsűrűség 34,1 fő/km².

## Természetföldrajz
Északon a Tulai- és a Kalugai-, keleten a Lipecki-, délen a Kurszki-, nyugaton a Brjanszki terület határolja. Területe 24 700 km². 

### Domborzat, vízrajz
Kiterjedése észak-déli irányban 150 km, nyugat-keleti irányban 200 km. Árkok és kisebb folyóvölgyek által erősen tagolt, dombos, hullámos síkság. Legmagasabb pontja 282 m (Novogyerevenszki járás). A Közép-orosz-hátság központi részeit magában foglaló terület három nagy folyó: a Volga, a Dnyeper és a Don vízgyűjtőjéhez is tartozik, dombvonulatainak lejtőin számos vízfolyás forrása található.
A déli határnál ered és észak felé folyik a Volga mellékfolyója, az Oka. 190 km-es itteni szakaszának legbővizűbb mellékfolyója a Zusa, és vízgyűjtőjéhez tartozik az északkeleti határon eredő Vityebety is. A délnyugati lejtőkön indul útjára a Gyeszna két kisebb bal oldali mellékfolyója, a Navlja és a Nyerussza. A központi vidéken ered a Szoszna, mely a keleti, délkeleti tájak vízfolyásait, köztük a Tyim és a Kseny vizeit gyűjti össze és szállítja a Don medrébe. A folyók sekélyvizűek, egyik sem hajózható.
Nagyobb természetes állóvizek nincsenek, a mesterséges tavak közül említést érdemel a Nyerucs folyón (a Zusa mellékfolyója), valamint az Orjol mellett létesített víztározó.

### Ásványkincsek
A híres kurszki mágneses mező egy kisebb része az Orjoli területre is átnyúlik. A Dmitrovszki járásban található vasérctelep 180–260 mélységben, 2,5–19 m vastagságú rétegben fekszik, vastartalma 58%. A 42% vastartalmú barnavasérc (limonit) telepei  ennél lejjebb, 8–40 m mélységben fekszenek (Verhovjei járás), rétegvastagságuk 0,5 m és 7 m között váltakozik. Mészkő és dolomit gyakorlatilag mindenütt található, fehér írókréta és fehér agyag (kaolinit) a Dolzsanszki járásban fordul elő nagyobb mennyiségben. Számottevő készletek állnak rendelkezésre barnaszénből (Bolhovi járás), tőzegből (Hotinyeci és Sablikinói járás) és foszforitokból is.

### Éghajlat
Az éghajlat mérsékelten kontinentális. A januári középhőmérséklet –8-10 °C, a júliusé 18-19 °C. A csapadék évi mennyisége 490–590 mm között mozog. A legtöbb csapadék a nyári hónapokban esik, közel kétszer annyi, mint télen. Esős években azonban akár 800 mm csapadék is hullhat, míg a szárazabb évek csapadékminimuma 350 mm körül alakul. A hótakaró átlag 133 napig marad meg, a vegetációs időszak 190-200 napig tart.

### Növény- és állatvilág
A terület az erdős sztyepp-övezetbe tartozik, az egykori erdők és sztyeppés rétek helyén azonban már régóta mezőgazdasági tevékenység folyik. Az összterületnek ma csak 7,4%-át borítja erdő, nagyobb összefüggő erdőségek pedig szinte kizárólag északnyugaton találhatók. Uralkodó fafajták a tölgy, a nyír, a luc- és az erdeifenyő; valamivel ritkább a juhar, az égerfa, a hárs és a vörösfenyő.
Az erdők nagyobb emlősállatai közül viszonylag gyakori a vaddisznó, az őz, a jávorszarvas, valamint az 1972-ben betelepített gímszarvas. A védett erdőkben 147 itt fészkelő madárfajt számoltak össze, van köztük füles- és macskabagoly, siketfajd, császármadár, csilpcsalpfüzike, darázsölyv, héja is.

### Természetvédelem
Az Orjoli Erdővidék Nemzeti Park (Orlovszkoje poleszje) 1994-ben létesült a Kalugai és a Brjanszki területtel határos Hotinyeci és Znamenkai járásokhoz tartozó északnyugati vidéken. A vegyes erdő- és az erdős sztyepp-övezet határán fekszik, egy kisebb részét azonban a szomszédos Brjanszki területről benyúló déli tajga foglalja el. A 84 205 hektár összterületű nemzeti parknak azonban csak egy töredéke a valóban védett terület (zapovednyik), ahol a gazdasági tevékenység tilos. Ezek a részek, például a Vityebety folyó felső szakasza mentén fekvő tőzegmohás (szfagnum-) mocsarak és a déli tajga jellegzetes vidéke számos állat- és növényfajnak nyújtanak utolsó menedéket. A betelepített európai bölény (kb. 50 egyed) számára külön rezervátumot alakítottak ki.
Az Orjoli erdővidéken korántsem az erdő az uralkodó. A park összterületének kb. 65%-át mezőgazdasági művelés alá vont földek alkotják, – köztük  81 helység farmer-, illetve háztáji gazdaságai is, – ahol kizárólag a biogazdálkodás engedélyezett, műtrágya és egyéb természetidegen vegyszerek használata tilos. A nemzeti park további részei a természeti nevelés és a turisztika céljait szolgálják. Fontos feladat a kulturális értékek őrzése, így a környéken élt és dolgozott Ivan Turgenyev emlékének ápolása is.

## Történelem
A 9. századtól a vidéket a szláv vjaticsok lakták. Előbb a Csernyigovi fejedelemség, később a litván állam része volt, a 15. századtól a moszkvai államhoz tartozott. Orjolt 1556-ban alapították, vára a déli határok védelmi vonalának része volt. A környék más települései azonban jóval idősebbek: Mcenszk, Novoszil, Kromi nevét már a 12. századi évkönyvek is megemlítik, Bolhov városka a 13. század óta ismert és a 16. században szintén a védelmi rendszerhez tartozott. A 17. század elején az ún. zűrzavaros idők háborúskodásaitól ez a vidék is sokat szenvedett, de a határok délre tolódásával katonai jelentősége megszűnt. Az Oka partján fekvő Orjol városa fokozatosan a gabonakereskedelem egyik jelentős központja, Moszkva „éléskamrája” lett.
A 18. század elején megalakították az Orjoli provinciát, majd helyette 1778-ban a mainál jóval nagyobb Orjoli kormányzóságot, mely kereken 150 évig állt fenn. 1928-ban a vidék a Központi csernozjom terület, majd a Kurszki terület része lett, végül annak néhány járását leválasztva hozták létre az Orjoli területet mint új közigazgatási egységet 1937. szeptember 27-én. 1944-ben egyes nyugati részeit az újonnan alakított Brjanszki területhez csatolták, tíz évvel később ugyanígy csatolták el keleti körzeteit, hogy létrehozzák a szomszédos Lipecki területet.
A második világháború idején 22 hónapon át a térség gyakorlatilag frontvonal volt. Orjol városát 1943. augusztus 5-én szabadították fel a megszállás alól.

## Népesség
A terület lakossága 842 400 fő (2005), ebből a városban lakók aránya összesen 64%. A népsűrűség 34,1 fő/km².
Nemzetiségi összetétel a 2002-es népszámlálási adatok szerint (ezer fő): oroszok (820,0), ukránok (11,2), örmények (3,2); beloruszok (2,4), azeriek (2,1), csecsenek (1,6);
tatárok (1,4). (A többi nemzetiség 1000 fő alatt.)

### A legnépesebb települések
A lélekszám 2005. január 1-jén (ezer fő):
- Orjol – 329,4
- Livni – 51,9
- Mcenszk – 46,5
- Bolhov –	12,2
- Znamenka – 12,0
- Nariskino – 9,7
- Verhovje – 8,1
- Kolpni – 7,2
- Kromi –	7,2
- Glazunovka – 6,8
- Dmitrovszk – 6,3

## Közigazgatás
Az Orjoli terület élén a kormányzó áll.
- Jegor Szemjonovics Sztrojev: 1993. május – 2009. február 16.

1985 és 1989 között a területi pártbizottság első titkára, majd három évig a párt KB titkára volt. 1993 óta a terület kormányzója. 2001-ben általános titkos választásokon választották meg. 2005-ben Vlagyimir Putyin elnök ajánlása alapján a képviselők nyílt szavazásán egyhangúlag döntöttek megbizatásának meghosszabbításáról további öt évre.
- Alekszandr Petrovics Kozlov: 2009. február – 2014 február.
- Vagyim Vlagyimirovics Potomszkij: 2014. szeptember 23. (előtte mb.) – 2017. október 5. Ekkor idő előtti felmentését kérte.
- Andrej Jevgenyjevics Klicskov: 2017. október 5. – a kormányzói feladatokat ideiglenesen ellátó megbízott. Megbízatása a következő kormányzói választásig szólt.[1] Kormányzónak megválasztva 2018. szeptember 9-én.[2]

2006 óta az Orjoli területen 267 helyi önkormányzat működik. Közülük 3 városi körzet (gorodszkoj okrug)  és 24 járás (rajon), továbbá 17 városi község (gorodszkoje poszelenyije) és 223 falusi község (szelszkoje poszelenyije). A városi körzetek és a járások a következők:

### Városi körzetek

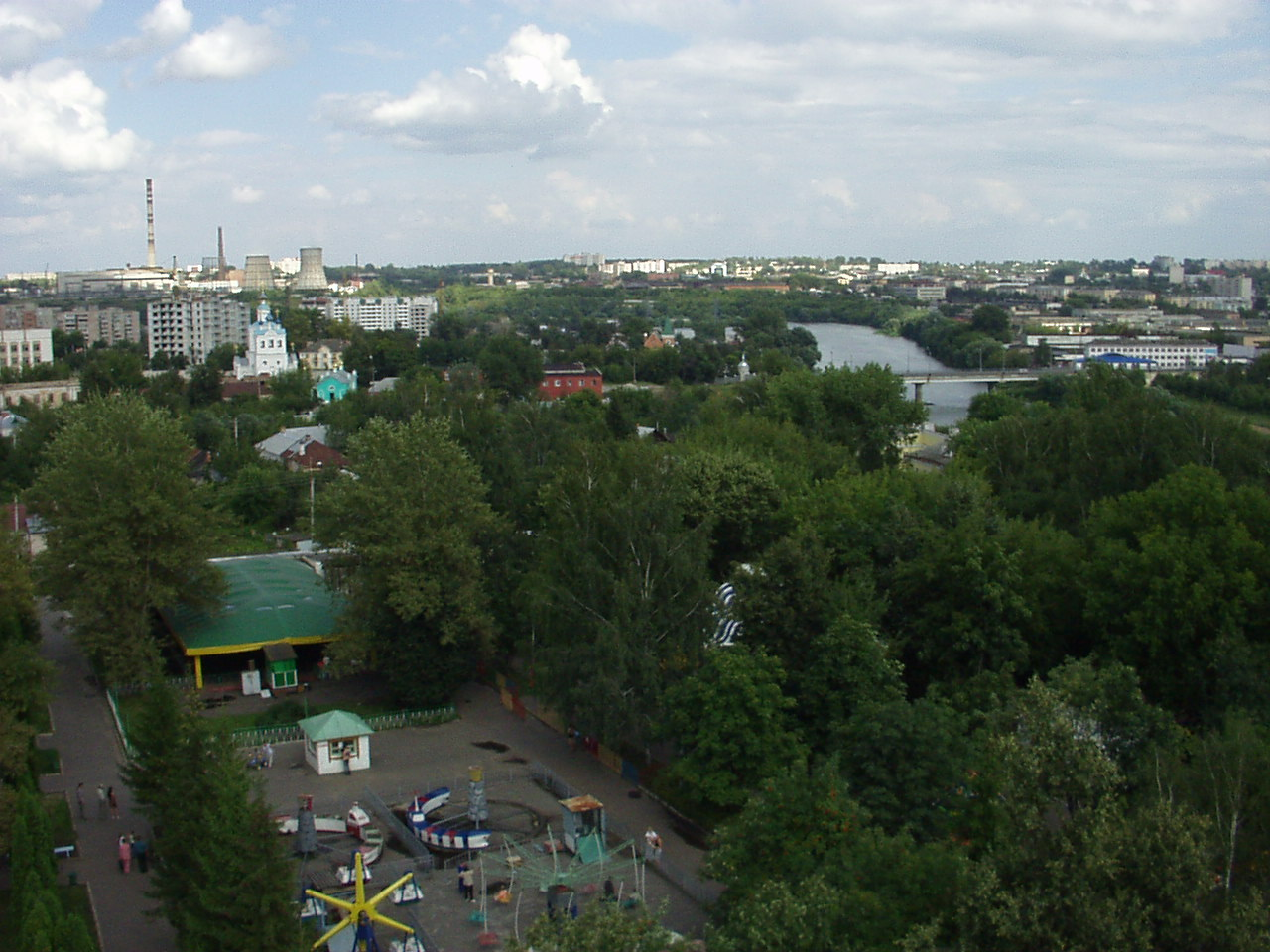
Orjol

- Orjol város önkormányzata
- Livni város önkormányzata
- Mcenszk város önkormányzata

### Járások
A közigazgatási járások neve, székhelye és 2010. évi népességszáma az alábbi:
| Magyar név                           | Orosz név                 | Székhely        | Lélekszám |
| ------------------------------------ | ------------------------- | --------------- | --------- |
| Bolhovi járás                        | Болховский район          | Bolhov          | 18 041    |
| Dmitrovszki járás                    | Дмитровский район         | Dmitrovszk      | 12 196    |
| Dolgojei járás                       | Должанский район          | Dolgoje         | 11 984    |
| Glazunovkai járás                    | Глазуновский район        | Glazunovka      | 13 162    |
| Hotinyeci járás                      | Хотынецкий район          | Hotinyec        | 10 183    |
| Kolpnai járás                        | Колпнянский район         | Kolpna          | 15 453    |
| Korszakovói járás                    | Корсаковский район        | Korszakovo      | 4 798     |
| Krasznaja Zarja-i járás              | Краснозоренский район     | Krasznaja Zarja | 6 504     |
| Kromi járás                          | Кромской район            | Kromi           | 21 346    |
| Livni járás                          | Ливенский район           | Livni           | 32 791    |
| Maloarhangelszki járás               | Малоархангельский район   | Maloarhangelszk | 11 520    |
| Mcenszki járás                       | Мценский район            | Mcenszk         | 19 233    |
| Novaja Gyerevnya-i járás             | Новодеревеньковский район | Homutovo        | 10 704    |
| Novoszili járás                      | Новосильский район        | Novoszil        | 8 561     |
| Orjoli járás                         | Орловский район           | Znamenka        | 67 384    |
| Pokrovszkojei járás                  | Покровский район          | Pokrovszkoje    | 14 782    |
| Sablikinói járás                     | Шаблыкинский район        | Sablikino       | 8 045     |
| Szoszkovói járás                     | Сосковский район          | Szoszkovo       | 5 982     |
| Szverdlov járás                      | Свердловский район        | Zmijovka        | 16 311    |
| Trosznai járás                       | Троснянский район         | Troszna         | 10 302    |
| Urickij járás                        | Урицкий район             | Nariskino       | 18 666    |
| Verhovjei járás                      | Верховский район          | Verhovje        | 17 283    |
| Zalegoscsi járás                     | Залегощенский район       | Zalegoscs       | 15 376    |
| Znamenszkojei járás (Orjoli terület) | Знаменский район          | Znamenszkoje    | 5 016     |

## Gazdaság
Gazdasági szempontból az Orjoli terület az Oroszországi Föderáció Központi Gazdasági Körzetéhez tartozik. Legnagyobb részén évszázadokon át földművelést folytattak.

### Mezőgazdaság
A térség fejlett mezőgazdasággal rendelkezik, melyben kiemelkedő szerepe van a növénytermesztésnek. Az összterület több mint 80%-án folyik mezőgazdasági termelés, ebből a művelés alá vont földek közel 80%-a szántó. A legtermékenyebb talajok, – tipikus, illetve kilúgozott csernozjomok, – a délkeleti, keleti vidékeken találhatók. Évszázados hagyományai vannak a gabona-, ezen belül elsősorban a kenyérgabona termesztésének. A terméseredmények növelésével egyre nagyobb mennyiséget tudnak a szélesebb (belföldi) piacokon értékesíteni.
Újabban növekedtek a cukorrépa vetésterületei, de a termés a helyi cukorgyárak kapacitását még így sem tudja teljes mértékben lekötni. A zöldség- és gyümölcstermés java részét, burgonyából pedig a teljes mennyiséget ma már magángazdaságokban állítják elő, és növekszik a magánszektor részaránya a hús- és tejtermelésben is.

### Ipar
A területen nincsenek olyan nehézipari órásvállalatok, országos jelentőségű kombinátok, amilyenek a központi régiók többségét jellemzik. Bár igen jelentős vasérclelőhelyekkel rendelkezik, azokon sem folytatnak nagyarányú kitermelést.
Kohászatának legfontosabb üzemei Orjolban az acélhengermű és a minőségi alumínium-ötvözeteket előállító fémmű („Orlovszkije metalli”). A város gépgyárai traktorokat, talajmegmunkáló gépeket, cukorrépa-betakarító kombájnokat állítanak elő, zömmel a helyi mezőgazdaság számára. Az iparon belül jelentékeny részarányt képviselnek a kevésbé nyersanyagigényes elektrotechnikai- és műszeripar vállalatai (pl. „Vektor”, „Proton”, „Naucspribor”). További fontos iparágak: vegyipar, építőanyagipar (kerámia burkolólapok gyártása), bútorgyártás, könnyű- és élelmiszeripar. Orjolon kívül fontosabb ipari központok:
- Livni: gépipar – szivattyúk gyártása, többek között az olaj- és gázipar számára  („Livgidromas”); vegyipar – élelmiszeripari műanyagáruk gyára („Livniplasztik”).
- Mcenszk: kohászat – színesfémötvözetek előállítása („Vtorcvetmet”)
- Bolhov: bútorgyártás

## Külső hivatkozások
- Az Orjoli terület hivatalos honlapja
- Turistainformáció a területről (oroszul)
- Gazdasági ismertető (oroszul) Archiválva 2007. szeptember 28-i dátummal a Wayback Machine-ben
- Az Orjoli Erdővidék Nemzeti Park honlapja